# Станчић (Брцковљани)
Станчић је насељено место у саставу општине Брцковљани у Загребачкој жупанији, Хрватска. До територијалне реорганизације у Хрватској налазио се у саставу бивше велике општине Дуго Село.

## Становништво
На попису становништва 2011. године, Станчић је имао 687 становника.
У број је укључено и око 400 штићеника Центра за рехабилитацију, у етничком смислу уписаних под "непознато“.

## Попис1991.
На попису становништва 1991. године, насељено место Станчић је имало 776 становника, следећег националног састава:
| Попис 1991.‍  | Попис 1991.‍  | Попис 1991.‍ | Попис 1991.‍ | Попис 1991.‍ |
| ------------ | ------------ | ----------- | ----------- | ----------- |
|              |              |             |             |             |
| Хрвати       | Хрвати       |             | 288         | 37,11%      |
| Срби         | Срби         |             | 12          | 1,54%       |
| Муслимани    | Муслимани    |             | 2           | 0,25%       |
| Словенци     | Словенци     |             | 2           | 0,25%       |
| Италијани    | Италијани    |             | 1           | 0,12%       |
| Југословени  | Југословени  |             | 1           | 0,12%       |
| Чеси         | Чеси         |             | 1           | 0,12%       |
| неопредељени | неопредељени |             | 3           | 0,38%       |
| непознато    | непознато    |             | 466         | 60,05%      |
| укупно: 776  |              |             |             |             |